# پنگوئن‌های آقای پاپر (فیلم)
پنگوئن‌های آقای پوپر (به انگلیسی: Mr. Popper's Penguins) فیلمی کمدی خانوادگی تهیه شده توسط استودیو فاکس قرن بیستم با بازیگری جیم کری است. این فیلم برپایه کتاب داستانی برای کودکان با همین نام ساخته شده و نمایش رسمی آن اگرچه در تاریخ ۱۲ اوت ۲۰۱۱ بود، اما در تاریخ ۱۷ ژوئن ۲۰۱۱ به نمایش درآمد.